# North of England Open Air Museum

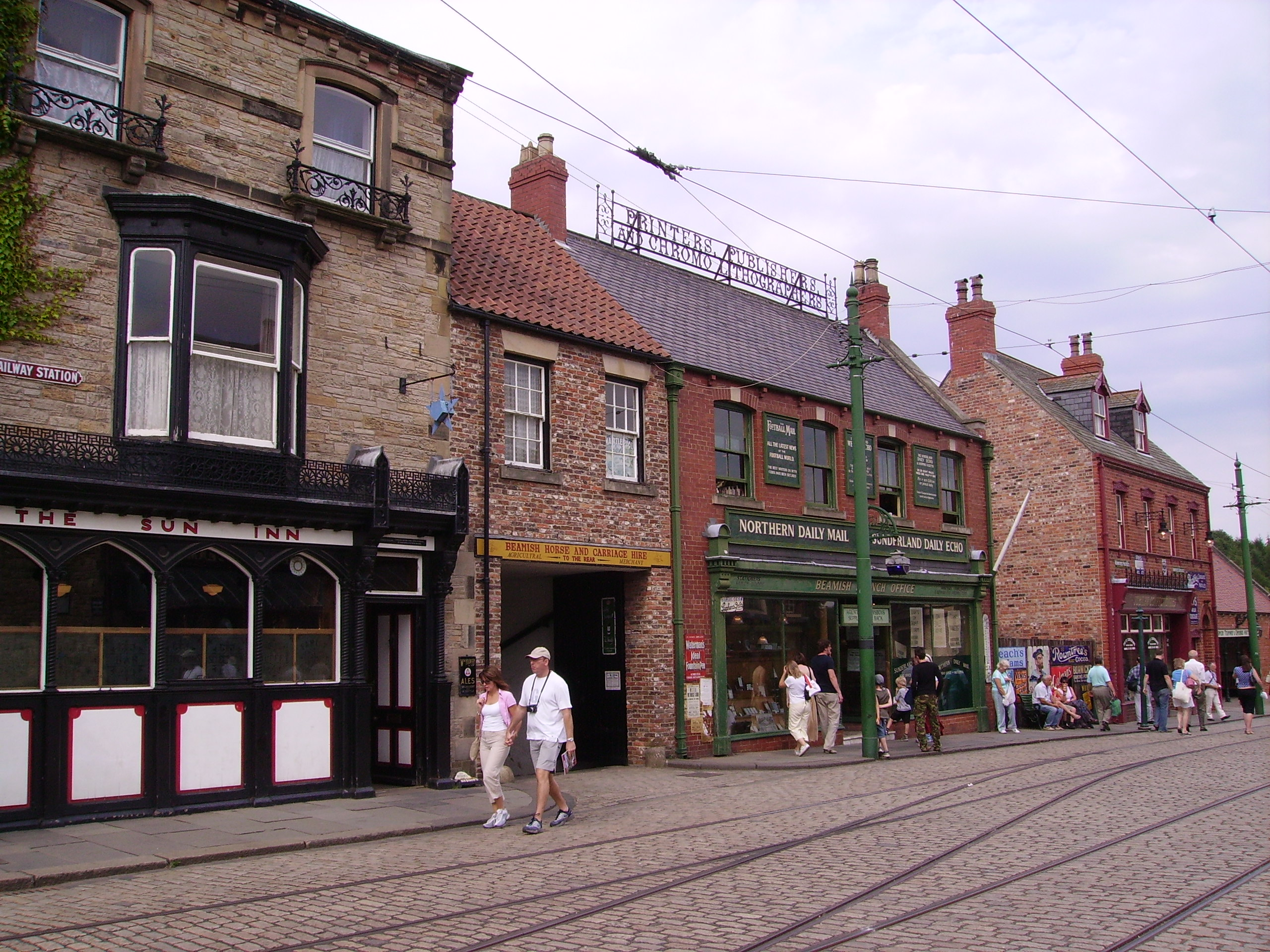
Straßenszene in der „Stadt“

Das North of England Open Air Museum (deutsch: „Nordengland-Freilichtmuseum“; kurz auch Beamish Museum) ist ein Freilichtmuseum in der Grafschaft County Durham im Vereinigten Königreich. Die Ortschaft im Museum trägt wie ein benachbarter Ort den Namen Beamish. 1987 wurde das Museum als Europäisches Museum des Jahres ausgezeichnet.

## Geographie
Das Museum liegt südwestlich der Stadt Newcastle upon Tyne im Nordosten Englands. Das Gelände umfasst 120 Hektar.

## Geschichte
1958 machte sich der spätere Museumsdirektor Frank Atkinson (1924–2014) dafür stark, die Lebens- und Arbeitsbedingungen des 19. und 20. Jahrhunderts in Nordostengland in einem Museum für die Nachwelt darzustellen. So wurde 1970 das Areal für das Museum erworben und 1972 für die Öffentlichkeit zugänglich gemacht. Betreiber sind die Grafschaft und neun ihrer Städte. Rund 95 Prozent der Betriebskosten werden durch die Einnahmen aus Eintrittsgeldern, Souvenirs und Verkauf der erwirtschafteten Produkte sowie den 1968 gegründeten Verein Friends of Beamish gedeckt. Die restlichen Kosten werden durch die Betreiber, den Staat und die EU getragen. 2024 betrug die Besucherzahl etwa 839.000 Personen.

## Aufbau
Das Museum besteht aus mehreren Gebäudekomplexen, die in die Landschaft eingebettet sind. Die meisten der Gebäude sind Nachbauten oder stammen aus der Region. Der größere Teil der Anlagen zeigt das Leben in Nordostengland im Jahr 1913, ein kleinerer Teil basiert auf dem Leben 1825. Nicht nur durch Exponate, sondern auch durch kostümierte Schauspieler und historische Verkehrsmittel wird die Vergangenheit plastisch dargestellt.

### Die „Stadt“
Die „Stadt“ besteht aus einem Straßenzug im viktorianischen Stil, der das Jahr 1913 präsentieren soll. In der Stadt gibt es einen Lebensmittelladen, eine Süßwarenmanufaktur einschließlich Geschäft, eine Motorenwerkstatt mit kleiner Autoausstellung, eine Zahnarztpraxis, eine Druckerei, eine Bank, eine Gaststätte, das Haus eines Musiklehrers, das Büro eines Anwaltes und Ställe. Durch die Straße fährt eine Straßenbahn.

### Die „Home Farm“
Die Farm ist ein Nachbau, der ebenfalls das Jahr 1913 darstellen soll. Er umfasst mehrere Gebäude, die für diese Zeit typisch waren.

### Kohlebergwerk und Siedlung
Bestandteile eines früheren Kohlebergwerks, das dort seinen ursprünglichen Platz hatte, sind der Förderturm der Grube einschließlich Maschinengebäuden und Fahrzeugen. Die Stollen der Grube sind begehbar. Neben der Mine befindet sich eine kleine Bergarbeitersiedlung einschließlich Garten, ein Schulgebäude und eine Methodistenkapelle. Auch dieser Abschnitt repräsentiert das Jahr 1913.

### Der Bahnhof
Hier wurde der zweigleisige Landbahnhof von Rowley in der Nähe von Consett in der Grafschaft Durham aus dem Jahr 1867 rekonstruiert. Einige Nebengebäude und bahntypische Exponate stammen von anderen Bahnhöfen der Region. Der Museumsbahnhof besitzt eine Wartehalle, einen Warteraum für Damen und einen Fahrkartenschalter. Neben der Station sind Signale, eine Wagenhalle, eine Wiegestation und Kohlebunker zu sehen. Zudem sind zahlreiche Frachtstücke und der Nachbau einer Lok C 060 aus dem Jahr 1889 ausgestellt.

### Pockerley Waggonway

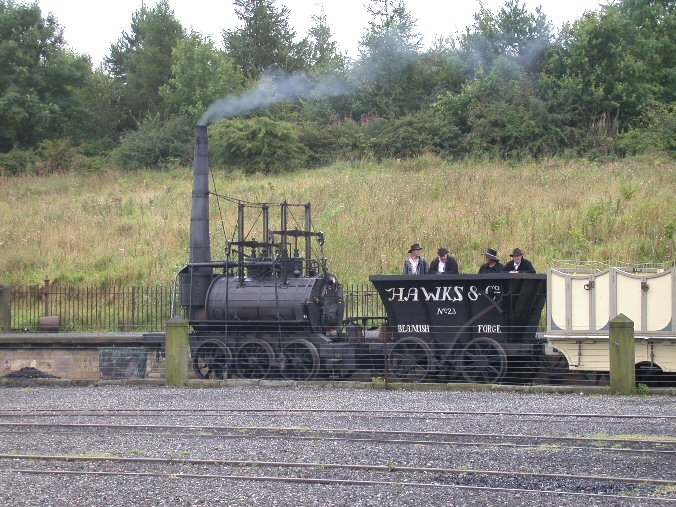
Pockerley-Eisenbahn

Die Eisenbahnanlage Pockerley Waggonway als Teil des östlich gelegenen Bereichs The Georgian North umfasst einen Nachbau des Steam Elephant aus dem Jahr 1815, der nicht fahrtüchtig ist. Das Original wurde von William Chapman gebaut und versah bis 1840 seinen Dienst. Dagegen ist der Nachbau der Locomotion No.1 von George Stephenson fahrbereit. Das Original befuhr ab 1825 die Strecken der Stockton and Darlington Railway.

### Pockerley Manor
Dieser Gutshof, der ebenfalls zum Georgian North gehört, repräsentiert das Jahr 1825. Das Haus zeigt die damaligen Lebensbedingungen. So verfügt es nicht über einen Anschluss an das Stromnetz. An das Haus schließt sich ein für diese Zeit typischer Garten an. Abgeschlossen wird dieser Bereich von einer Pferdekoppel. Dieser Teil des Museums ist nur in den Sommermonaten geöffnet.

### Straßenbahnen, O-Busse und Busse

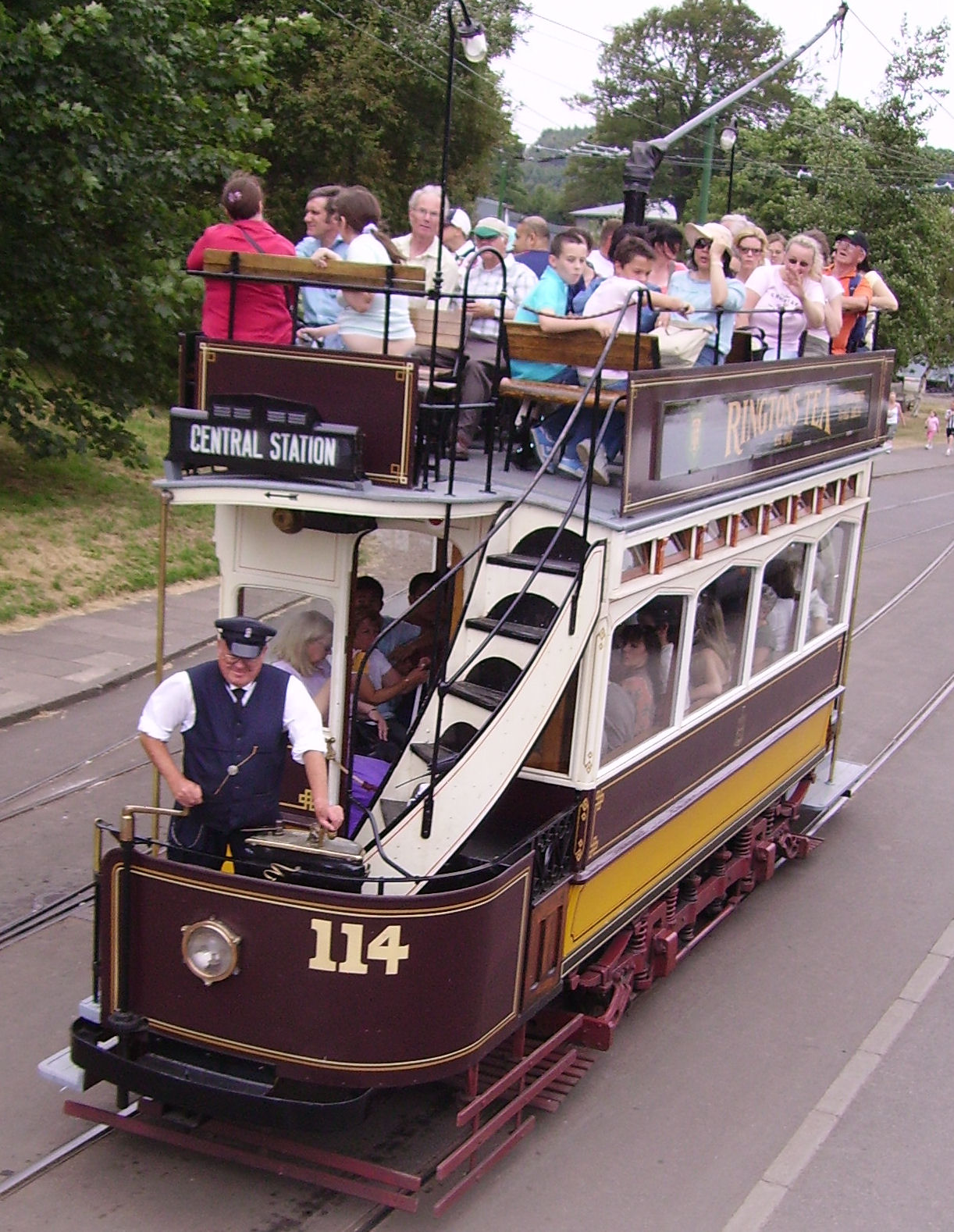
Straßenbahn im Beamish Museum

Das Museum verfügt über eine Straßenbahnstrecke und mehrere historische Straßenbahnen aus verschiedenen Städten der Umgebung, die dem Besuchertransport im Museum dienen. Sie verkehrt alle 20 Minuten auf einer Ringbahn im Uhrzeigersinn durch das Gelände. Dabei werden zahlreiche Stationen bedient. Die Strecke wurde am 24. Mai 1973 auf einem 600 Meter langen Teilstück zwischen Straßenbahndepot und dem Bahnhof eröffnet. 1985 wurde sie zur „Stadt“ verlängert. Im folgenden Jahr kam eine Verlängerung vom Depot zum neuen Besucherzentrum hinzu. Am 24. Juni 1993 wurde das letzte Stück des heutigen Rings eröffnet. Die Bahn besitzt insgesamt sieben Straßenbahnen und zwei O-Busse. Ein historischer Omnibus verkehrt zwischen Kohlebergwerk und „Stadt“.
| Nummer | Ursprünglicher Einsatzort | Baujahr | Im Museum seit | Im Einsatz seit |
| ------ | ------------------------- | ------- | -------------- | --------------- |
| 1      | Gateshead                 | 1925    | 1968           | 1973            |
| 2      | Sunderland                | 1900    | 1989           | 2003            |
| 3      | Blackpool                 | 1902    | 1984           | 1988            |
| 4      | Newcastle                 | 1901    | 1987           | 1996            |
| 5      | Porto                     | 1935    | 1989           | 1992            |
| 6      | Sheffield                 | 1907    | 1967           | 1975            |
| 7      | Sheffield                 | 1950    | 1976           | 19831           |
| 82     | Keighley                  | 1924    | 1988           | –               |
| 92     | Newcastle                 | 1948    | 1974           | –               |

1 seit 2001 in Blackpool
2 O-Bus